# 李雅普诺夫环形山
李雅普诺夫环形山(Lyapunov)是月球正面东北陆地区的一座古老的大型撞击坑，其东部处于月球背面。该陨坑形成于酒海纪，其名称取自俄罗斯数学家及工程师亚历山大·米哈伊洛维奇·李雅普诺夫(1857年—1918年)，1964年被国际天文联合会批准接受。

## 描述

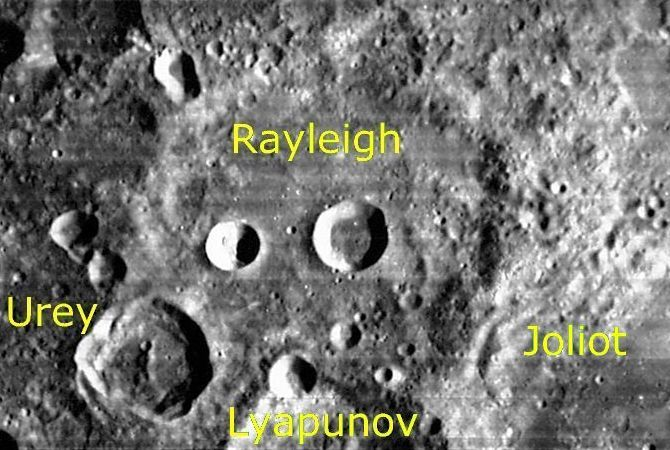
李雅普诺夫环形山及周边，月球轨道器4号拍摄。

该陨坑西北毗邻尤里陨石坑、北面紧靠瑞利环形山东南壁、东侧连接了约里奥环形山、哈勃环形山则位于它的西南。李雅普诺夫环形山中心月面坐标为26°26′N 89°22′E / 26.43°N 89.36°E，直径67.6公里，深度2.7公里。

该陨坑呈多边形状，磨损程度中等，部分被约里奥环形山的西侧外壁覆盖。内侧坡壁较平坦，北侧重叠着撞击坑。坑壁高出周边地形1260米，内部容积3800公里³。坑底北部和东南区覆盖额相邻陨坑形成时溅射的岩石，其中北侧到中心点之间形成了崎岖的三角形地表，坑内其它区域则较为平坦，显示有一些小撞击坑的痕迹。